# Huánuco (provincie)
Huánuco is een provincie in de regio Huánuco in Peru. De provincie heeft een oppervlakte van 4.023 km² en telt 310.448 inwoners (2015). De hoofdplaats van de provincie is het district Huánuco; drie van de elf districten vormen  samen de stad (ciudad) Huánuco.

## Bestuurlijke indeling
De provincie Huánuco is verdeeld in dertien districten, UBIGEO tussen haakjes:
- (100102) Amarilis, deel van de stad (ciudad) Huánuco
- (100103) Chinchao
- (100104) Churubamba
- (100101) Huánuco, hoofdplaats van de provincie en deel van de stad (ciudad) Huánuco
- (100105) Margos
- (100111) Pillco Marca, deel van de stad (ciudad) Huánuco
- (100106) Quisqui (Kichki)
- (100107) San Francisco de Cayrán
- (100113) San Pablo de Pillao
- (100108) San Pedro de Chaulán
- (100109) Santa María del Valle
- (100112) Yacus
- (100110) Yarumayo

Ambo · Dos de Mayo · Huacaybamba · Huamalíes · Huánuco · Lauricocha · Leoncio Prado · Marañón · Pachitea · Puerto Inca · Yarowilca